# Кубок Швеції з футболу 2003
Кубок Швеції з футболу 2003 — 48-й розіграш кубкового футбольного турніру у Швеції. Титул вдруге здобув Ельфсборг.

## Календар
| Раунд        | Дата                        | Матчі | Клуби   |
| ------------ | --------------------------- | ----- | ------- |
| Перший раунд | 27 березня - 18 квітня 2003 | 34    | 98 → 64 |
| 1/32 фіналу  | 29 квітня - 7 травня 2003   | 32    | 64 → 32 |
| 1/16 фіналу  | 20 травня - 5 червня 2003   | 16    | 32 → 16 |
| 1/8 фіналу   | 18 червня - 7 серпня 2003   | 8     | 16 → 8  |
| 1/4 фіналу   | 7 серпня - 2 жовтня 2003    | 4     | 8 → 4   |
| 1/2 фіналу   | 25 вересня - 16 жовтня 2003 | 2     | 4 → 2   |
| Фінал        | 1 листопада 2003            | 1     | 2 → 1   |

## 1/16 фіналу
| Команда 1          | Рахунок | Команда 2                |
| ------------------ | ------- | ------------------------ |
| 20 травня 2003     |         |                          |
| Юнгбю (3)          | 1:5     | «Ельфсборг»              |
| Риннінге ІК (3)    | 1:2     | Шергамнс ІК (3)          |
| 23 травня 2003     |         |                          |
| «Ергрюте»          | 3:0     | Гельсінгборгс ІФ         |
| 28 травня 2003     |         |                          |
| ГАІС (3)           | 2:3     | Кальмар ФФ (2)           |
| Весбю ІК (3)       | 3:0     | «Кафе Опера Юнайтед» (2) |
| «Естерс»           | 3:1     | Вестерос СК (2)          |
| Дегерфорс ІФ (3)   | 1:2 дч  | Еребру СК                |
| 29 травня 2003     |         |                          |
| АІК (Стокгольм)    | 2:0     | «Геккен» (2)             |
| «Квідінг» ФІФ (3)  | 1:3     | Треллеборгс ФФ (2)       |
| ІФК Лулео (3)      | 0:4     | Мальме ФФ                |
| Миреше ІФ (3)      | 0:1     | Ассиріска ФФ (2)         |
| «Єфле» (2)         | 0:6     | «Юргорден»               |
| ІФК Норрчепінг (2) | 1:0     | «Броммапойкарна» (2)     |
| ІФК Гетеборг       | 3:2     | ІФК Мальме (2)           |
| 4 червня 2003      |         |                          |
| ГІФ Сундсвалль     | 2:1 дч  | «Гаммарбю»               |
| 5 червня 2003      |         |                          |
| Енчепінг СК        | 1:2 дч  | Гальмстад БК             |

## 1/8 фіналу
| Команда 1          | Рахунок | Команда 2          |
| ------------------ | ------- | ------------------ |
| 18 червня 2003     |         |                    |
| Весбю ІК (3)       | 1:0     | ГІФ Сундсвалль     |
| 25 червня 2003     |         |                    |
| Треллеборгс ФФ (2) | 3:1     | Кальмар ФФ (2)     |
| 26 червня 2003     |         |                    |
| АІК (Стокгольм)    | 3:0     | «Естерс»           |
| Мальме ФФ          | 0:4     | «Юргорден»         |
| Шергамнс ІК (3)    | 2:4     | «Ельфсборг»        |
| ІФК Гетеборг       | 2:0     | ІФК Норрчепінг (2) |
| 9 липня 2003       |         |                    |
| Еребру СК          | 2:3 дч  | Ассиріска ФФ (2)   |
| 7 серпня 2003      |         |                    |
| Гальмстад БК       | 2:1     | «Ергрюте»          |

## 1/4 фіналу
| Команда 1        | Рахунок | Команда 2          |
| ---------------- | ------- | ------------------ |
| 7 серпня 2003    |         |                    |
| Ассиріска ФФ (2) | 4:1     | ІФК Гетеборг       |
| Весбю ІК (3)     | 1:4     | «Ельфсборг»        |
| 28 серпня 2003   |         |                    |
| Гальмстад БК     | 2:1     | Треллеборгс ФФ (2) |
| 2 жовтня 2003    |         |                    |
| «Юргорден»       | 2:1 дч  | АІК (Стокгольм)    |

## 1/2 фіналу
| Команда 1       | Рахунок | Команда 2        |
| --------------- | ------- | ---------------- |
| 25 вересня 2003 |         |                  |
| Гальмстад БК    | 0:4     | «Ельфсборг»      |
| 16 жовтня 2003  |         |                  |
| «Юргорден»      | 0:4     | Ассиріска ФФ (2) |

## Фінал
| 1 листопада 2003 |

| ІФ «Ельфсборг» (Бурос) | 2:0      | «Ассиріска» ФФ (Седертельє) (2) |
| ---------------------- | -------- | ------------------------------- |
| Нільссон 4', 67'       | Протокол |                                 |

| «Росунда», Сульна Глядачів: 10 280 Арбітр: Міро Укалович |